# Ctenotus kurnbudj
Ctenotus kurnbudj este o specie de șopârle din genul Ctenotus, familia Scincidae, descrisă de Sadlier, Wombey și Braithwaite 1986. Conform Catalogue of Life specia Ctenotus kurnbudj nu are subspecii cunoscute.